# Progrés (Temriuk, Krasnodar)
Progres (del ruso: Прогресс) es un posiólok del raión de Temriuk del krai de Krasnodar del sur de Rusia. Está situado en la península de Tamán, en la orilla occidental del limán Tsokur, 42 km al suroeste de Temriuk y 169 km al oeste de Krasnodar, la capital del krai.  Tenía 1 314 habitantes en 2010.
Pertenece al municipio Novotamanskoye.